# Agrostis hispida
Agrostis hispida é uma espécie de gramínea do gênero Agrostis, pertencente à família Poaceae.